# Kapice (województwo zachodniopomorskie)
Kapice (niem. Kappe) – wieś w Polsce w województwie zachodniopomorskim, w powiecie świdwińskim, w gminie Połczyn-Zdrój.
W latach 1975–1998 miejscowość administracyjnie należała do województwa koszalińskiego.